# Objektkunst

Rauschenberg: Riding Bikes, Objektkunst, 1998

Die Objektkunst ist eine aus der Assemblage besonders seit Ende der 1950er Jahre weiterentwickelte Kunstform, die einen oder mehrere vorgefundene Gegenstände – teilweise auch bearbeitet oder verfremdet – zum Kunstwerk erklärt. Die Ursprünge dieser Ausdrucksform liegen in den Collagen des Kubismus und Dadaismus sowie in Marcel Duchamps Readymades. Ein Beispiel der Objektkunst ist der Stierschädel (1942) von Pablo Picasso.
In den 1960er Jahren nahm die Objektkunst monumentale Formen an und entwickelte sich in Anlehnung an die dadaistischen Merzbauten von Kurt Schwitters bis Ende des 20. Jahrhunderts zu begehbaren Environments und Architekturgebilden mit zum Teil fast fließendem Übergang zur Land Art. Ein aktuelleres Beispiel ist die Arbeit letzte Ausfahrt (2007) von Kurt Fleckenstein: Überdimensional gebogene, schwarz geölte Leitplanken winden sich durch den Ausstellungsraum und füllen diesen gleichsam aus. Der Besucher erlebt die Dynamik und Körperlichkeit, indem er quasi durch das Objekt hindurchsteigen muss.